# Independência de axiomas
Um axioma P é independente caso não haja outros axiomas Q de maneira que Q implique P.
Em muitos casos, a independência é desejada, seja para alcançar a conclusão de um conjunto reduzido de axiomas, seja para possibilitar a substituição de um axioma independente a fim de criar um sistema mais conciso (a título de exemplo, o postulado das paralelas é independente de outros axiomas da geometria euclidiana e fornece resultados interessantes quando é negado ou substituído).

## Provando Independência
Se os axiomas originais Q não forem consistentes, nenhum novo axioma será independente. Se forem consistentes, então P pode ser mostrado independente deles se, ao se adicionar P  ou a negação de P a eles, ambos produzem conjuntos consistentes de axiomas. Por exemplo, os axiomas de Euclides, incluindo o postulado paralelo, geram geometria euclidiana e, com o postulado paralelo negado, geram geometria não euclidiana, como, geometria elíptica (sem paralelos) e geometria hiperbólica (com muitos paralelos). Tanto a geometria elíptica quanto a hiperbólica são sistemas consistentes, mostrando que o postulado paralelo é independente dos outros axiomas.
Provar independência costuma ser muito difícil. O forçamento é uma técnica comumente usada.